# Чеам 1
Чеам 1 (англ. Cheam 1) — індіанська резервація в Канаді, у провінції Британська Колумбія, у межах регіонального округу Фрейзер-Велі.

## Населення
За даними перепису 2016 року, індіанська резервація нараховувала 202 особи, показавши скорочення на 9,4%, порівняно з 2011-м роком. Середня густина населення становила 57,8 осіб/км².
З офіційних мов обидвома одночасно володіли 5 жителів, тільки англійською — 200. Усього 5 осіб вважали рідною мовою не одну з офіційних, з них усі — одну з корінних мов.
Працездатне населення становило 51,7% усього населення, рівень безробіття — 20%.

## Клімат
Середня річна температура становить 9,4°C, середня максимальна – 20,4°C, а середня мінімальна – -3,3°C. Середня річна кількість опадів – 1 695 мм.
| Клімат поселення                              | Клімат поселення | Клімат поселення | Клімат поселення | Клімат поселення | Клімат поселення | Клімат поселення | Клімат поселення | Клімат поселення | Клімат поселення | Клімат поселення | Клімат поселення | Клімат поселення | Клімат поселення |
| Показник                                      | Січ.             | Лют.             | Бер.             | Квіт.            | Трав.            | Черв.            | Лип.             | Серп.            | Вер.             | Жовт.            | Лист.            | Груд.            |                  |
| Середній максимум, °C                         | 6,26             | 8,15             | 10,51            | 13,37            | 16,66            | 19,38            | 19,69            | 20,38            | 17,35            | 13,22            | 7,87             | 4,90             |                  |
| Середня температура, °C                       | 1,48             | 3,40             | 5,75             | 8,61             | 11,90            | 14,61            | 16,95            | 17,64            | 14,60            | 10,49            | 5,13             | 2,17             |                  |
| Середній мінімум, °C                          | −3,26            | −1,36            | 1,00             | 3,86             | 7,15             | 9,86             | 14,22            | 14,91            | 11,87            | 7,76             | 2,41             | −0,56            |                  |
| Норма опадів, мм                              | 225              | 150              | 151              | 122              | 101              | 91               | 60               | 57               | 86               | 176              | 263              | 213              |                  |
| Середньомісячна швидкість вітру, м/с          | 3.16             | 3.07             | 3.16             | 3.08             | 2.98             | 2.97             | 2.87             | 2.67             | 2.46             | 2.58             | 3.04             | 3.16             |                  |
| Середньомісячна сонячна радіація, кДж/м²·день | 3311             | 6416             | 10178            | 15209            | 18718            | 20253            | 21660            | 18641            | 13367            | 7335             | 3651             | 2577             |                  |
| --------------------------------------------- | ---------------- | ---------------- | ---------------- | ---------------- | ---------------- | ---------------- | ---------------- | ---------------- | ---------------- | ---------------- | ---------------- | ---------------- | ---------------- |
| Джерело:                                      |                  |                  |                  |                  |                  |                  |                  |                  |                  |                  |                  |                  |                  |